# ウィリアム・バックランド
ウィリアム・バックランド（William Buckland、1784年3月12日 - 1856年8月14日）は、イギリスの聖職者、地質学者、古生物学者である。最初に発見された恐竜の1つであるメガロサウルスについての著作を残した。

## 生涯
デヴォン州のアキスミンスター（Axminster）で生まれた。オックスフォード大学のコーパス・クリスティ・カレッジで学び、ジョン・キッド（John Kidd）に鉱物学を学んだ。1818年に王立協会の会員に選ばれ、1824年から1826年と、1839年から1841年の間、ロンドン地質学会の会長を務めた。1847年に大英博物館の諮問委員に選ばれた。
自然科学の知識と聖書の記述の調和をはかろうとした立場の科学者で、1823年の著書Reliquiae Diluvianaeで、ヨークシャー州のカークデール洞窟で発見された化石の記事と、聖書のノアの洪水との関係を示す仮説を示し、評判を得た。更に古生物の生態系を探る手掛かりとして糞石に注目し、その中に含まれるリン酸塩を硫酸と反応させることで植物の生育を促せることを見出しリービッヒと相前後して化学肥料の先駆的業績を収めている。

## 受賞歴
- 1822年：コプリ・メダル（王立協会）[2]
- 1848年：ウォラストン・メダル（ロンドン地質学会）[4]